# صحيفة الوئام
صحيفة الوئام الإلكترونية أول صحيفة إلكترونية سعودية، تأسست عام 2006م، ولقد أسسها الصحفيان: تركي الروقي، وفهد الحارثي ثم تحولت إلى مؤسسة صحافية بعد صدور نظام النشر الإلكتروني في المملكة العربية السعودية، وقد تناوب على رئاسة تحريرها: تركي الروقي، وفوزي القرشي، وأخيراً نايف المشيط. وهي صحيفة تهتم بالشأن المحلي في مجمل تغطياتها، وحققت نجاحاً كبيرًا في عام 2008م.[بحاجة لمصدر] ولقد أثارت العديد من القضايا الساخنة في المجتمع السعودي، وتعرضت للحجب ثلاث مرات. تتخذ من مدينة الرياض مقرًا رئيسيًا لها.